# Tycherus horstmanni
Tycherus horstmanni là một loài tò vò trong họ Ichneumonidae.